# Canal+
Canal+（Canal Plus，在法语中的意思是“更多频道”）是法国一个成立于1984年11月4日的付费电视频道。该电视台为Canal+集团公司（Canal+ Group）所有，而该集团公司（Canal+ Group）又归法国巨型媒体跨国集团维旺迪所有。该台播出的大多数节目都是加密节目，亦播出一些未加密的节目。

## 历史
1984年11月4日，Canal+开播，是法国第四个电视频道。1986年，Canal+已有一百万观众。

## 旗下频道
Canal+旗下频道在法国使用“Canal+ Le Bouquet”商标。至2006年共有4个频道。
- Canal+ Cinéma——付费电影频道
- Canal+ Décalé——老节目频道
- Canal+ Sport——体育频道
- Canal+ HD——高清频道
- Canal+ Family——少儿频道
- Canal+3D——3D频道

这些频道在卫星接收上进行捆绑销售。Canal+、Canal+ HD、Canal+ Cinéma及Canal+ Sport还可以在法国境内的地面数字电视平台上收看。

## 海外业务
Canal+不断拓展海外业务，该公司在设立海外电视台时常用色彩来命名，比如Canal+ Blue和Canal+ Green。这些子公司有些已被出售。
- Canal+ 西班牙（Canal+ Spain）：1990年开播，节目与法国Canal+大致相同。现并入Digital+。
- 荷兰FilmNet频道被Canal+并购被更名为Canal+ 荷兰（Canal+ Netherlands）。2006年被Liberty Global Europe购买，并更名为Sport1及Film1。
- Canal+ 波兰（Canal+ Poland）：在Cyfra+卫星平台上播出。
- Canal+ 斯堪的那维亚（Canal+ Scandinavia）1997年Canal+并购FilmNet频道后设立。2003年被出售，2005年被SBS Broadcasting Group（2007年被ProSiebenSat.1 Media合并）购买，2008年SBS Broadcasting Group把股份转让给TV4 Group。
- K+：越南的付费电视频道，2009年5月开播，由越南电视台和法国Canal+合资。
- 香港：2023年6月21日，CANAL+宣布投資2億美元於Viu，持有其26.1%權益，隨後再分階段增加投資至3億美元。[1]